# 圆叶风毛菊
圆叶风毛菊（学名：Saussurea rotundifolia）是菊科风毛菊属的植物，是中国的特有植物。分布在中国大陆的四川、陕西等地，生长于海拔3,150米至3,250米的地区，一般生长在山坡路旁，目前尚未由人工引种栽培。